# Henri Wernli
Henri Wernli (Berna, Suiza, 3 de junio de 1898-3 de junio de 1961) fue un deportista suizo especialista en lucha libre olímpica donde llegó a ser subcampeón olímpico en París 1924.

## Carrera deportiva
En los Juegos Olímpicos de 1924 celebrados en París ganó la medalla de plata en lucha libre olímpica estilo peso pesado, siendo superado por el estadounidense Harry Steel (oro) y por delante del británico Archie MacDonald (bronce).